# Haworthia vlokii
Haworthia vlokii és una espècie de planta suculenta del gènere Haworthia i la subfamília de les asfodelòidies.

## Descripció
Haworthia vlokii creix sense tija i brots. La propagació a les fulles gairebé verticals forma una roseta amb un diàmetre de 4 a 5 cm. La tija fa fins a 1 cm de diàmetre. Les fulles poden fer fins a 3 cm de llargada, amb puntes lleugerament incurvades. El limbe foliar és opac i està cobert de punts blancs poc visibles cap a la seva punta. La vora de la fulla i la quilla de la fulla tenen espines curtes de 0,6 mm de llargada i els marges són dentats de manera similar cap a l'àpex. La inflorescència és simple i arriba a una llargada d'entre 30 a 45 cm, amb un raïm d'entre 6 a 18 flors, i d'aquestes només estan obertes entre 2 a 4. Les flors són de color blanc i rosa marronós.

## Distribució
Haworthia vlokii creix a la província sud-africana del Cap Occidental al Petit Karoo a Swartberg.

## Taxonomia
Haworthia vlokii va ser descrita per Martin Bruce Bayer i publicada a Haworthia Revisited 160, a l'any 1999.
Etimologia
Haworthia: nom en honor del botànic britànic Adrian Hardy Haworth (1767-1833).
vlokii: epítet que honora per l'assessor ambiental sud-africà i col·leccionista Jan H.J. Vlok.